# 圭岗河
圭岗河，位于中华人民共和国广东省阳春市境内，是西山河左岸支流，发源于阳春市西部圭岗镇马安村西南大朗笔架顶南侧，东北流至长滩转东南流，经圭岗镇治，于水口村汇入西山河。河长34千米，河床平均比降9.46‰，流域面积199平方千米。圭岗河属于山区性河流，已建有小水电站15座，总装机容量6225千瓦。